# Wsewolod Balyzkyj

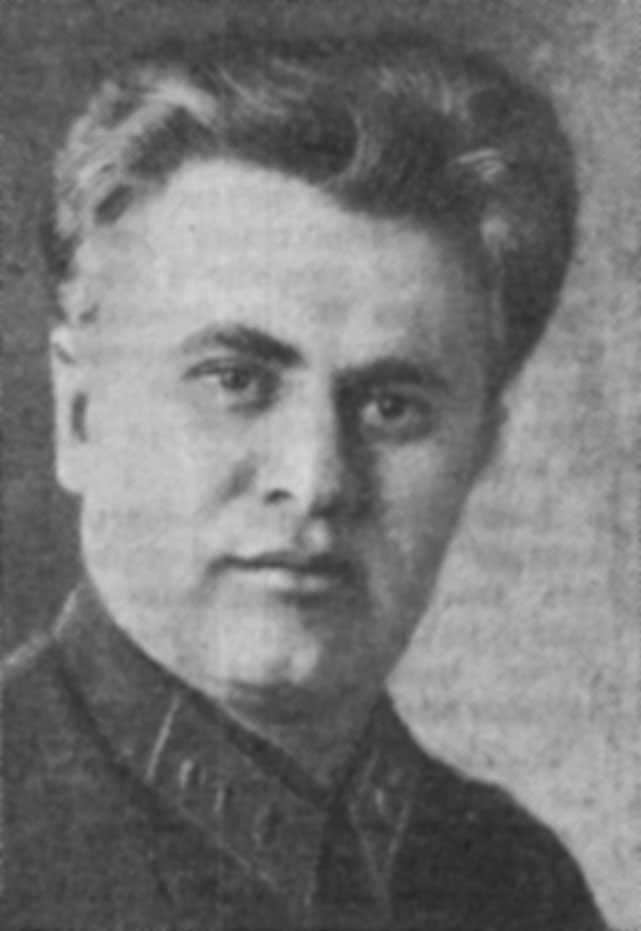
Wsewolod Balyzkyj, 1935

Wsewolod Apollonowytsch Balyzkyj (* 27. Novemberjul. / 9. Dezember 1892greg. in Werchnjodniprowsk, Gouvernement Jekaterinoslaw, Russisches Kaiserreich; † 27. November 1937 in Moskau, Sowjetunion) war ein ukrainisch-sowjetischer Revolutionär, Politiker und Geheimdienstchef. Er war einer der Hauptverantwortlichen für den Holodomor in der Ukrainischen SSR in den Jahren 1932 bis 1934 sowie Beteiligter beim Großen Terror ab 1936, dessen Opfer er schließlich selbst wurde.

## Biografie
Wsewolod Balyzkyj kam in Werchnjodniprowsk in der heute ukrainischen Oblast Dnipropetrowsk als Sohn eines Dieners (andere Quellen nennen einen Buchhalter) zur Welt. Er schloss 1912 das Gymnasium in Luhansk ab und studierte anschließend bis 1915 an der Lomonossow-Universität in Moskau, konnte das Studium jedoch wegen revolutionärer Ideen nicht abschließen. Balyzkyj war seit 1913 Mitglied der Sozialdemokratischen Arbeiterpartei Russlands (SDAPR) und gehörte anfangs den Menschewiki, ab 1915 den Bolschewiki an. Im Ersten Weltkrieg wurde er zur Armee eingezogen und bis zum Praporschtschik befördert, aber nicht an der Front eingesetzt.
1917 war er Vorsitzender von Soldatenräten und -ausschüssen in Georgien und in Täbris im Nordiran. Im Jahr 1918 führte er Untergrundarbeit in Georgien durch und wurde von den Behörden gefangen genommen. Von Dezember 1918 an war er Vorstandsmitglied der Tscheka in der Ukraine und im September und Oktober 1919 Vorsitzender der Tscheka in Gomel in Weißrussland, wo er das Revolutionstribunal leitete. Ab November 1919 war in gleicher Funktion in der Oblast Wolyn und anschließend in Kiew, wo er zeitgleich Bevollmächtigter der Tscheka für die rechtsufrige Ukraine war. Als Vorsitzender des Revolutionsgerichts der Südwestfront war Balyzkyj verantwortlich für Massaker an potentiellen Sympathisanten von ukrainischen Nationalisten. In den Jahren 1920 und 1921 war er Kommandeur der Truppen der Tscheka und ab 1922 stellvertretender Vorsitzender der GPU der Ukrainischen SSR. Zwischen 1923 und 1931 war er Vorsitzender der GPU der Ukraine sowie bevollmächtigter Vertreter der Unions-OGPU in der Ukraine und parallel von 1924 bis 1930 Volkskommissar für Innere Angelegenheiten der Ukrainischen SSR. Ab September 1930 war er Mitglied der Zentralen Kontrollkommission der WKP(B).
Im Zeitraum zwischen 1931 und 1934 war Balyzkyj unter Wjatscheslaw Menschinski der Stellvertretende Vorsitzende der OGPU der UdSSR. Als besonders autorisierter der OGPU mit nahezu unbegrenzten Befugnissen kehrte er 1932 in die Ukraine zurück, „um den Plan für die Beschaffung von Getreide bedingungslos zu erfüllen“. Vom 15. Juli 1934 bis zum 11. Mai 1937 war er Volkskommissar für Inneres der Ukrainischen SSR. Von 1934 an war er ferner Mitglied des Zentralkomitees der KPdSU.
Balyzkyj war unmittelbar mitverantwortlich für die Durchsetzung der Zwangskollektivierung und Entkulakisierung der ukrainischen Bauernschaft und setzte mit seiner Geheimpolizei während des Holodomor den Befehl Menschinskis, des Vorsitzenden der OGPU, um, den Getreidebeschaffungsplan bedingungslos zu erfüllen. Er gab den Befehl, Hungerflüchtlinge zu erschießen und deren Lebensmittelbestände und Vieh zu konfiszieren. Die Hungersnot wurde von ihm als Resultat einer Verschwörung ukrainischer Nationalisten und polnischer Agenten dargestellt, Hungernde waren für ihn und seinen Auftraggeber Stalin im Grunde Widerständler gegen die Sowjetmacht, da sie als „lebende Propaganda“ für feindliche Mächte dienten, und somit des Staatsverrats schuldig. Für seinen Einsatz während der Hungersnot wurde Balyzkyj, neben weiteren Parteimitgliedern, vom Vorsitzenden des Zentralen Exekutivkomitees der Ukrainischen SSR Grigori Petrowski bei dessen Rede zur Eröffnung des XII. Kongresses der KPU am 8. Januar 1934 in Charkiw ausdrücklich gelobt, und das, nachdem bereits Hunderttausende auch aufgrund der von ihm angeordneten Maßnahmen verhungert waren.
Im Mai 1937 wurde ihm die Leitung des NKWD im sowjetischen Fernen Osten übertragen, im Juli desselben Jahres wurde er verhaftet und aus der Partei ausgeschlossen. Beim Prozess vor dem Militärkollegium des Obersten Gerichtshofes der UdSSR im November 1937 (→ Moskauer Prozesse) wurden ihm Spionage für Deutschland und Trotzkismus vorgeworfen; als tatsächlicher Grund wird Balyzkyjs Nähe zu Genrich Jagoda vermutet. Balyzkyj wurde zum Tode verurteilt, am 27. November 1937 in Moskau erschossen und auf dem Donskoi-Friedhof begraben.

## Auszeichnungen
1936 wurde ihm „für den unermüdlichen Kampf gegen den Klassenfeind“ der Orden des Roten Sterns verliehen.
Er erhielt 1922, 1926, 1930 und 1931 den Rotbannerorden.